# 립 스테인
립 스테인(Lip stain)은 입술에 색감을 주기 위해 바르는 액체 혹은 젤 형태의 화장품이다.